# Das Spiel (Kurzfilm, 2020)
Das Spiel ist ein Kurzdokumentarfilm von Roman Hodel, der im September 2020 im Rahmen der Filmfestspiele von Venedig 2020 seine Weltpremiere feierte.

## Inhalt
Der Film zeigt die Begegnung des Sportvereins BSC Young Boys daheim in Bern gegen den FC Lugano am 10. September 2017 aus der Sicht des stets wachsamen Schiedsrichters Fedayi San, mit dessen Vater im Publikum, der für das Spiel extra aus der Türkei angereist war, aber auch Aufnahmen aus anderen Partien. Neben diesen Szenen zeigt der Regisseur Roman Hodel auch die Emotionen auf den Zuschauerrängen.

## Produktion

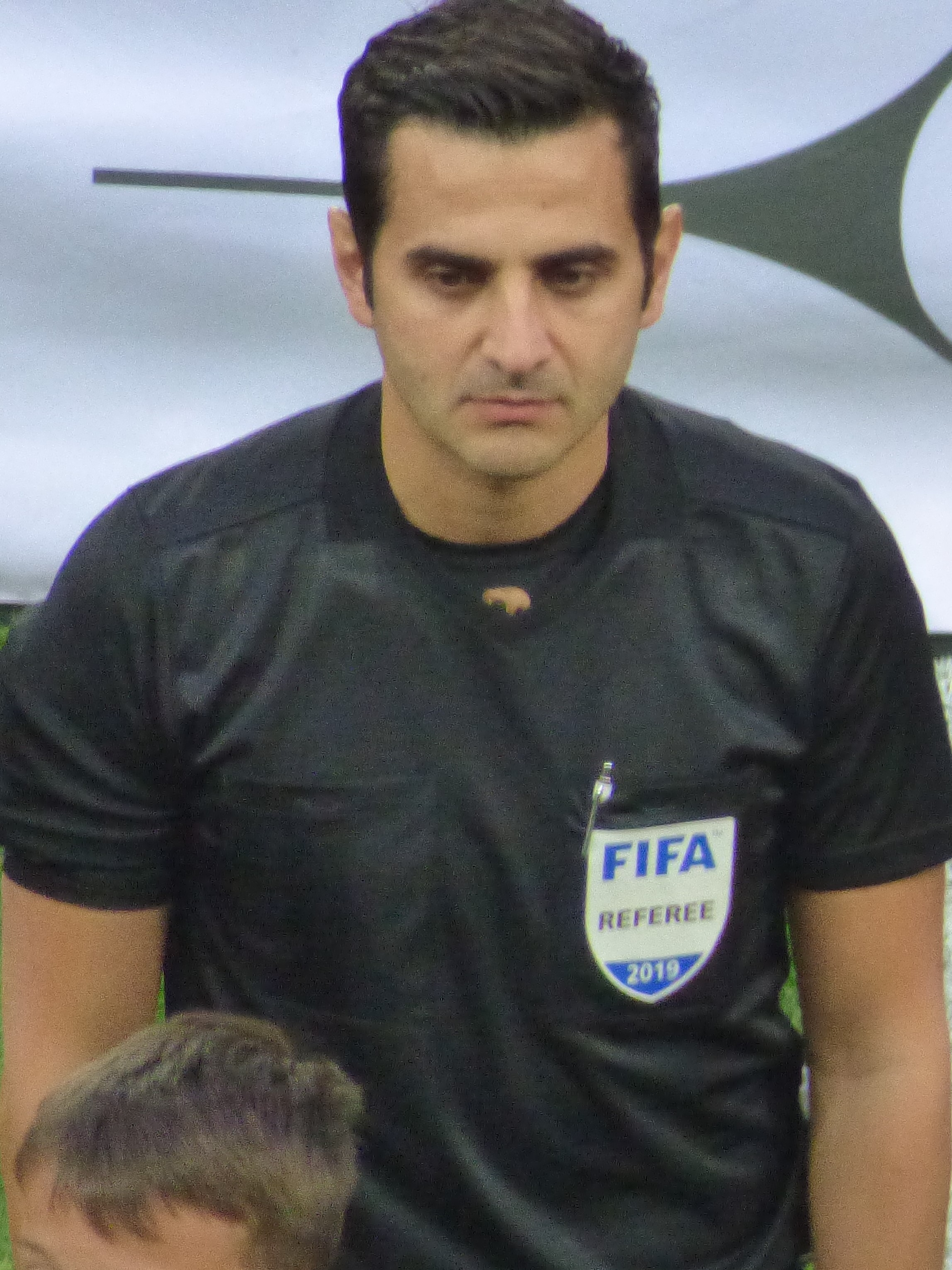
Fedayi San ist seit 2011 als Super-League-Schiedsrichter für die FIFA tätig

Regie führte Roman Hodel, der auch das Drehbuch schrieb.
Fedayi San, aus dessen Perspektive das titelgebende Spiel überwiegend gezeigt wird, ist ein Schweizer Schiedsrichter, der seit 2011 als Super-League-Schiedsrichter für die FIFA tätig ist.
Hodel zeigt Fussball aus der Sicht des Unparteiischen und gibt zudem, dank mehr als 20 Mikrofonen und der Unterstützung der Tontechniker  Oscar Von Hoogevest und Salome Wuellner, auf ungewohnte Weise die Emotionen auf dem Platz und auf den Zuschauerrängen wieder. Ursprünglich wollte Hodel seinen Film komplett in Basel drehen, der FC Basel zog jedoch die Zustimmung zurück, nachdem Trainer Marcel Koller auf die Tribüne verbannt wurde. Das Projekt wurde dann im Wankdorf vollendet. Als Kameramann fungierte Lukas Gut.
Eine erste Vorstellung erfolgte im September 2020 bei den Filmfestspielen von Venedig 2020, wo er im Rahmen der Sektion Orizzonti gezeigt wurde. Wenige Tage später wurde er beim Toronto International Film Festival vorgestellt.

## Auszeichnungen
Hamptons Internationale Film Festival 2020
- Auszeichnung als Bester Kurzdokumentarfilm[8]

Toronto International Film Festival 2020
- Nominierung als Bester internationaler Kurzfilm für den Short Cuts Award (Roman Hodel)